# Малхазова, Светлана Михайловна
Светлана Михайловна Малхазова (род. 14 июня 1948 года) — советский и российский географ, известный специалист в области медицинской географии, экологии человека и биогеографии, заслуженный профессор Московского государственного университета имени М. В. Ломоносова (2014). Председатель комиссии медицинской географии и экологии человека Московского центра (с 2012) и член Ученого совета (с 2009) Русского географического общества, действительный член комиссии «Окружающая среда и здоровье» Международного географического союза (с 1992). Заведующая кафедрой биогеографии географического факультета МГУ имени М. В. Ломоносова (2005—2024). Доктор географических наук, профессор.

## Биография
В 1972 году окончила с отличием географический факультет Московского государственного университета имени М. В. Ломоносова по специальности «География» со специализацией «Биогеография».
В 1976 году окончила аспирантуру в МГУ имени М. В. Ломоносова и защитила диссертацию на соискание ученой степени кандидата географических наук на тему «Висцеральный лейшманиоз в Старом Свете. Опыт эколого-географического исследования». С этого же года начала работать на кафедра биогеографии географического факультета МГУ имени М. В. Ломоносова, где прошла путь от младшего научного сотрудника до профессора и заведующего кафедрой.
В 1990 году получила ученое звание доцента.
В 1999 году защитила диссертацию на соискание ученой степени доктора географических наук по теме «Медико-географический анализ территории: картографирование, оценка, прогноз».
С 2000 года — профессор кафедры биогеографии МГУ им. М. В. Ломоносова. Руководитель лаборатории медицинской географии при кафедре биогеографии МГУ им. М. В. Ломоносова.
В 2004 году за заслуги в области образования присвоен знак отличия «Почётный работник высшего профессионального образования РФ».
Решением Ученого совета МГУ им. М. В. Ломоносова (2004) награждена юбилейным нагрудным знаком «250 лет МГУ имени М. В. Ломоносова».
С 2005 по 2024 годы — заведующая кафедрой биогеографии МГУ им. М. В. Ломоносова.
В 2009 году присвоено учёное звание профессора.
В 2014 году присвоено почетное звание Заслуженного профессора Московского университета.

## Научная и учебно-методическая деятельность
С. М. Малхазова — крупный специалист в области экологии человека и медицинской географии, хорошо известный в России и за рубежом. Работала в различных регионах России и в зарубежных странах (Туркменистан, Узбекистан, Монголия, Индия). С. М. Малхазова выступала с научными докладами в России и за рубежом, в том числе в США, Канаде, Германии, Австрии, Италии, Японии, Китае, Португалии, Испании, Болгарии, Польше, Нидерландах и других странах. Идеи С. М. Малхазовой нашли отражение в конкретных исследованиях, осуществленных ею в ряде целевых, федеральных и международных программ и проектов, научным руководителем многих из которых она являлась.
Ученый секретарь Программы «Университеты России» (направление «География») . Ответственный редактор и член редакционных коллегий ряда фундаментальных географических изданий Программы «Университеты России». Читает курсы лекций на географическом факультете МГУ, связанные с экологической и медико-географической тематикой — «Основы экологии», «Медицинская география», «Экология человека», «Окружающая среда и здоровье населения». Также читала лекции в университетах РФ и за рубежом (Индия, Италия). Координатор программы «Экономика, экология и право» и директор Международной образовательной Программы «Управление природными ресурсами и право» МГУ.
Автор ряда программ дисциплин федерального компонента по географическому и экологическому образованию, рекомендованных Учебно-Методическим Объединением университетов для чтения курсов в Университетах РФ: «Основы экологии», «Экология человека», «Экологическая экспертиза хозяйственной деятельности», «Экологическое проектирование и экспертиза», «Оценка воздействия хозяйственной деятельности на окружающую среду и здоровье населения», «Медицинская география», «Окружающая среда и здоровье населения». В 2016 году за разработку учебно-методических материалов дисциплины «Экология человека» совместно с Е. Г. Королевой получила первую премию на конкурсе работ, способствующих решению задач программы развития Московского университета.
Под редакцией С. М. Малхазовой в 2007 году созданы медико-демографические атласы Калининградской и Московской областей. Принимала участие в создании Экологического атласа России (2017).
Под руководством С. М. Малхазовой в 2015 году издан Медико-географический атлас России «Природноочаговые болезни», ставший первым картографическим обобщением обширной информации о болезнях, возбудители которых циркулируют в природе независимо от человека. Издание обобщило результаты многолетней работы научной школы медицинской географии Московского университета. В 2016 г. авторский коллектив за разработку и создание атласа получил премию Русского географического общества в номинации «Научные исследования». В 2019 г. под руководством С. М. Малхазовой в научном издательстве «Springer International Publishing» издана монография «Mapping Russia’s Natural-Focal Diseases. History and Contemporary Approaches», в которой обобщены многолетние результаты работы в области изучения географии природно-очаговых болезней в России, их оценки и картографирования. 
В 2019 году под редакцией С. М. Малхазовой вышел в свет Медико-географический атлас России «Целебные источники и растения», который является картографическим обобщением на национальном уровне разносторонней обширной информации о таких природных лечебно-оздоровительных ресурсах как минеральные воды, грязи (пелоиды) и лекарственные растения.
Под руководством С. М. Малхазовой защищено 7 кандидатских диссертаций.

## Членство и участие в различных организациях
Научные организации:
- Действительный член Российской академии естественных наук (с 2002)
- Действительный член Российской экологической академии (с 2005)
- Действительный член Национальной академии туризма
- Член Ученого Совета Русского географического общества (с 2009, членство в РГО с 1972)
- Член Постоянной природоохранной комиссии Русского географического общества (с 2012)
- Член Научного совета Института человека МГУ им. М. В. Ломоносова (с 2014)
- Председатель комиссии медицинской географии и экологии человека Московского центра РГО (с 2012)
- Член Научного совета РАН по проблемам климата Земли (по согласованию) (с 2023)[4]

Международные организации:
- Действительный член Совета по здоровью населения Международной Программы по Глобальным изменениям окружающей среды (International Human Dimension Programme on Global Environment Change)
- Действительный член Комиссии «Окружающая среда и здоровье» Международного Географического Союза, член управляющего комитета комиссии, в котором представляет Россию (International Geographical Union, Commission on Health and Environment, full member) (с 1992)

Учебные и методические организации:
- Член Ученого Совета географического факультета МГУ им. М. В. Ломоносова
- Член Президиумов Научно-Методических Советов по Экологии и устойчивому развитию и Географии Учебно-Методического объединения университетов (с 1992)
- Член Учебно-методического совета по направлению «Экология и природопользование» ФУМО «Науки о Земле» (с 2014)

Членство в редколлегиях научных журналов:
- Human Geographies. Journal of Studies and Research in Human Geography, University of Bucha-rest, Romania (с 2010)
- GEOGRAPHY, ENVIRONMENT, SUSTAINABILITY (с 2010)
- Journal of Research and Didactics in Geography (с 2008)
- Journal of geographical institute"Jovan Cvijic" (с 2006)
- Вестник Московского университета. Серия 5: География (с 2004)

Членство в диссертационных советах:
- Диссертационный совет по специальности 25.00.36 «Геоэкология» (Географический факультет МГУ имени М. В. Ломоносова), член (с 2005)

## Научные работы
С. М. Малхазова является автором более 330 научных публикаций, из них 8 монографий и 5 атласов, а также 7 учебно-методических книг. Автор и соавтор множества научных статей в ведущих российских и зарубежных научных журналах, таких как «Вестник Московского университета. Серия 5: География», «Известия Российской академии наук. Серия географическая», «География и природные ресурсы», «Известия Русского географического общества», «Вопросы вирусологии», «International Journal of Health Geographics», «Journal of Geography in Higher Education», «Travel Medicine and Infectious Disease», «Contemporary Problems of Ecology» и многих других.

### Основные научные работы
- Малхазова С. М. Медико-географический анализ территории: картографирование, оценка, прогноз. М.: Научный мир. 2001. 240 с.
- Малхазова С. М. Влияние глобальных природно-антропогенных процессов на здоровье населения // География, общество, окружающая среда. Т. IY. Природно-антропогенные процессы и экологический риск. М.: Изд-ий дом «Городец», 2004. С. 511—534
- Малхазова С. М. Изменение медико-географической картины мира // Современные глобальные изменения природной среды. В 2-х томах. Т. 2. М.: Научный мир, 2006. С. 558—576.
- Малхазова С.М., Шартова Н.В., Прасолова А.И. Медико-демографический атлас Московской области. М.: Географический факультет МГУ, 2007. 110 с.
- Малхазова С. М., Семенов С. М., Шартова Н. В., Гуров А. Н. Здоровье населения Московской области: медико-географический аспекты. М.:ГЕОС, 2010. 112 с.
- Малхазова С. М., Королева Е. Г. Окружающая среда и здоровье населения. М.: Географический факультет МГУ, 2011. 180 с.
- Воронов Г. А., Оборин М. С., Малхазова С. М., Гаврилова И. Н. Экология человека с основами медицинской географии. Пермь: изд-во ПГНИУ, 2015. 329 с.
- Медико-географический атлас России «Природноочаговые болезни» / Под ред. С. М. Малхазовой. М.: Географический факультет МГУ, 2015. 208 с.
- Mapping Russia’s Natural-Focal Diseases. History and Contemporary Approaches / S. M. Malkhazova et al. Springer International Publishing, 2019. 201 p.
- Медико-географический атлас России «Целебные источники и растения» / Под ред. С. М. Малхазовой. М.: Географический факультет МГУ, 2019. 304 с.

## Награды и премии
- Национальная премия «Хрустальный комплекс» (2021)
- Почетный диплом Русского географического общества (2020)[5]
- Премия по Программе развития МГУ им. М.В. Ломоносова в номинации «Выдающиеся публикации» (2019)
- Национальная премия «Хрустальный комплекс», в составе коллектива Экологического атласа России (2018)
- Премия Русского географического общества (2016)
- Премия по Программе развития МГУ им. М. В. Ломоносова (2016)
- Премия имени М. В. Ломоносова за педагогическую деятельность (2013)[6]
- Юбилейный нагрудный знак «250 лет МГУ им. М. В. Ломоносова» (2004)